# لابيوفرير
لابيوفرير (بالفرنسية: Labeuvrière)‏ هي بلدية تقع في إقليم باد كاليه من منطقة نور با دو كاليه في شمال فرنسا. تبلغ مساحة هذه المدينة 6.11 (كم²)، وترتفع عن سطح البحر 36 م، يبلغ عدد سكانها 1671 نسمة حسب إحصاء المعهد الوطني للإحصاء والدراسات الاقتصادية سنة 2009 م. وترأس ميشيل لوروا البلدية خلال فترة (2008-2014).

## أعلام
- جان فنسان